# Taux de combustion
Le taux de combustion, ou combustion massique, est un facteur qui permet de convertir la masse d'un combustible en énergie.

## Industrie nucléaire
Dans les technologies de l'énergie nucléaire, le taux de combustion (aussi appelé burnup ou taux d'irradiation) mesure la fraction du combustible nucléaire qui est consommée dans un réacteur nucléaire pour produire de l'énergie. Il peut s'exprimer conformément à sa définition par le pourcentage d'atomes qui ont subi une fission nucléaire (en anglais, %FIMA ou fissions per initial metal atom), ou par l'énergie fournie, exprimée en gigawatt-jour par tonne de combustible (GW j/t ou GW d/t en anglais) ou par tonne de « métal lourd ».

### Mesure du taux de combustion
La définition du taux de combustion en termes de pourcentage est simple : le taux de combustion est de 5 % quand 5 % des atomes fissiles ont subi une fission nucléaire. Cependant, dans l'industrie nucléaire, ce pourcentage est en pratique difficilement mesurable, si bien que l'on préfère utiliser la définition alternative.
Le taux de combustion peut être calculé en multipliant la puissance thermique du réacteur (en mégawatts thermiques) par son temps de fonctionnement (typiquement quelques centaines de jours), et en divisant cette énergie par la masse initiale du cœur. Ainsi, par exemple, si le cœur de six tonnes d'un réacteur de 1 000 MW (de l'ordre de 300 MWe) fonctionne pendant un an, son burn-up sera de 365 × 1 000 / 6 soit 60 833 MW j/t.
Pour faire la traduction entre la formulation en pourcentage et celle en énergie par masse, il faut passer par le facteur de proportionnalité K, l'énergie thermique libérée à la suite d'une fission : cette énergie libérée comprend non seulement l'énergie cinétique des fragments de fission proprement dits, mais également l'énergie des rayonnements gamma associés à cette fission, ainsi que l'énergie libérée ensuite par les produits de fission. Cette énergie est typiquement de l'ordre de 200 MeV.  En retenant cette valeur, un taux de combustion maximum de 100 % (impossible à atteindre, parce qu'il impliquerait la fission de tout le combustible nucléaire du réacteur) correspond à peu près à 938 GW j/t. On retient en pratique qu'un taux de combustion de 10 GW j/t est équivalent à une consommation de 1 % du « métal lourd ».
Le « métal lourd » dont on mesure la fraction consommée peut être n'importe quel actinide capable d'alimenter un cycle du combustible nucléaire : l'uranium, mais également le plutonium, ou le thorium (dans le cycle du thorium), voire d'autres transuraniens plus exotiques. Il est qualifié de « métal lourd » pour le distinguer des autres métaux éventuellement présents dans la constitution du cœur. Ce « métal lourd » est le plus souvent utilisé sous forme d'alliage métallique ou d'oxyde, mais d'autres formes (carbures, sels…) sont également utilisées. La nature de ce métal peut varier pendant l'irradiation : ainsi, une masse de thorium se transforme progressivement en uranium 233 avant de pouvoir fissionner, et de même, l'uranium 238 se transforme en neptunium puis en plutonium : dans tous les cas, l'atome susceptible de fissionner est qualifié de « métal lourd », y compris quand une irradiation prolongée l'a fait évoluer en actinides mineurs.

### Évolution de la composition isotopique
À partir d'une composition chimique initiale, le taux de combustion est le principal facteur déterminant l'évolution de la composition isotopique d'un élément combustible irradié dans un réacteur. Les autres facteurs à prendre en compte sont le spectre neutronique, et accessoirement le flux neutronique ou la durée d'irradiation.
Dans un réacteur nucléaire en fonctionnement, l'accumulation des produits de fission (dont certains sont des poisons neutroniques) dégrade progressivement la réactivité nucléaire du cœur. Quand cette accumulation ne permet plus d'entretenir une réaction en chaîne, il faut finalement arrêter le réacteur et remplacer les éléments combustibles usés.
C'est également le taux de combustion qui détermine la composition isotopique du plutonium créé par l'activation de l'uranium 238 fertile. Pour produire du plutonium de « qualité militaire », qui doit être majoritairement du 239Pu avec le moins possible de 240Pu et de 242Pu, il faut un taux de combustion le plus faible possible, donc remplacer très fréquemment les éléments combustibles du cœur.

### Exploitation des réacteurs

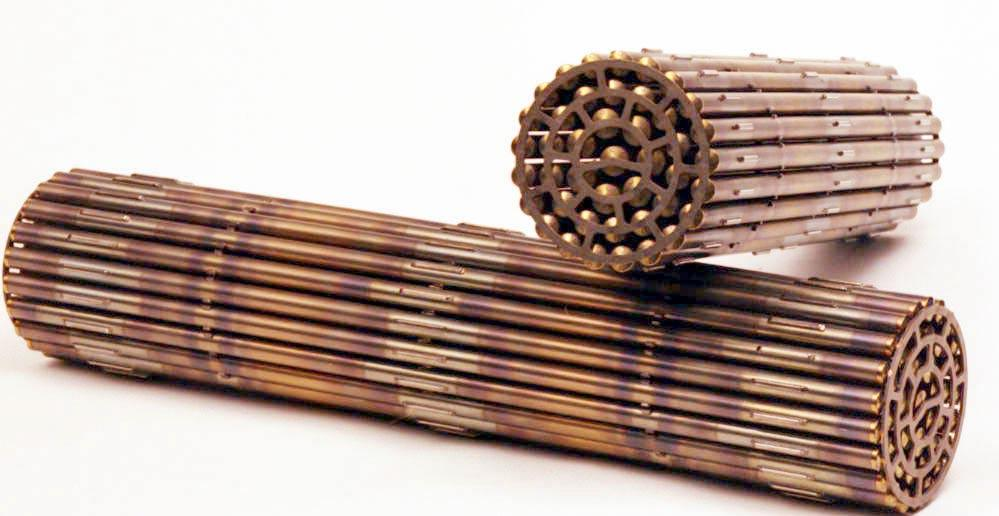
Éléments combustibles de la filière CANDU.

Une centrale nucléaire est avant tout une centrale thermique utilisant l'énergie thermique dégagée par la fission nucléaire pour produire de l'électricité. L'énergie électrique transférée au réseau dépend directement de l'énergie thermique pour une installation donnée (principalement du rendement de conversion du cycle de Carnot). Ainsi, sur le plan économique, le taux de combustion correspond directement à l'énergie thermique qui a été produite par le « métal lourd » considéré, et atteindre un taux de combustion élevé reflète l'efficacité avec laquelle ce « métal lourd » a été utilisé.
Pour l'exploitation d'une centrale nucléaire, atteindre un taux de combustion élevé présente plusieurs avantages :
- pour générer une quantité d'énergie donnée, il faut moins d'éléments combustibles, et moins de déchets nucléaires seront produits ;
- les arrêts de tranches nécessaires pour remplacer les éléments combustibles sont moins fréquents.

Le taux de combustion maximal dépend de la conception technologique du réacteur.
Dans les réacteurs commerciaux, le facteur limitant le taux de combustion est la tenue mécanique des éléments combustibles : les produits de fission gazeux et l'oxygène libéré du combustible par radiolyse génèrent une pression interne qui finit par fatiguer le matériau, d'autant plus que la température est élevée.
Pour un taux de combustion trop élevé, on commence à observer des déformations de la structure des assemblages entraînant un risque de coincement des barres de contrôle et conduisant à une corrosion plus élevée des gaines dans l'eau (donc un dégagement de produits de fission gazeux radioactifs). Il faut utiliser d'autres alliages que le zircaloy-4 pour contourner ces limitations.
Le taux de combustion maximum que l'on peut obtenir dépend de la réactivité initiale du cœur, donc du taux d'enrichissement du combustible nucléaire utilisé : plus l'enrichissement est élevé, et plus on peut pousser le taux de combustion. Cependant le taux de combustion est également limité par la tenue mécanique des éléments combustibles, si bien que la relation fonctionne dans l'autre sens : l'enrichissement retenu est celui qui permettra d'atteindre le taux de combustion qu'autorise la tenue mécanique. Si la conception est optimisée, la limite mécanique autorisée est atteinte en même temps que la réactivité nucléaire du cœur devient insuffisante.
Comme le facteur limitant sur le plan mécanique est le taux de combustion de l'élément le plus irradié, il est également souhaitable que le taux de combustion soit aussi uniforme que possible, aussi bien au sein d'un élément combustible que d'un élément à l'autre dans un cœur. Dans les réacteurs où il est possible de déplacer ou remplacer les éléments combustibles pendant le fonctionnement, ces opérations peuvent être combinées pour atteindre ce résultat. Dans les réacteurs rechargés par tranche, en revanche, il est nécessaire d'uniformiser les taux de combustions en jouant sur les barres de contrôle, et en repositionnant les éléments combustibles pendant les arrêts de tranches où seule une fraction du cœur est remplacée.

### Cycle du combustible

Le cycle du combustible nucléaire.

Dans un cycle du combustible nucléaire sans traitement du combustible usé, majoritaires dans l'industrie nucléaire mondiale, les éléments combustibles sont considérés comme des déchets, et leur contenu en « métal lourd » potentiellement valorisable (uranium et plutonium) est perdu.
Un taux de combustion élevé permet une meilleure utilisation de l'uranium 235, et du plutonium produit par l'uranium 238, diminuant ainsi en amont le besoin en uranium de ce cycle, et en aval la quantité de déchets radioactifs.
Pour obtenir des taux de combustion élevés dans un réacteur, l'enrichissement de l'uranium utilisé dans les éléments combustibles doit cependant être plus élevé. Un taux de combustion élevé se paye alors en amont du cycle nucléaire par un coût d'enrichissement plus élevé, par plus de rejets d'uranium appauvri, et par une demande plus forte en minerai d'uranium.
Le traitement du combustible usé permet théoriquement de rendre le cycle moins sensible aux questions de taux de combustion : ce traitement permettant de séparer les produits de fission (poisons neutroniques) du reliquat de « métal lourd », ce dernier peut théoriquement être recyclé comme élément combustible neuf. En pratique, cependant, le nombre de recyclage est limité par l'accumulation progressive dans l'uranium de retraitement des isotopes U-234 et U-236.
En ce qui concerne le stockage des déchets HA-VL, la chaleur dégagée par ces déchets (un des facteurs limitant pour leur stockage géologique profond) provient principalement des produits de fission de demi-vie intermédiaire, en particulier le 137Cs et le 90Sr. Comme ces éléments s'accumulent proportionnellement aux fissions, la chaleur dégagée par un élément combustible dépend surtout de l'énergie totale qu'il a généré, pas tellement de son taux de combustion. Produire une quantité d'énergie donnée dans les cycles fermés avec  traitement du combustible usé conduit potentiellement à un volume de déchets moindre (puisque le volume de « métal lourd » est recyclé), mais ces déchets sont alors concentrés, donc ont une activité spécifique plus importante : leur dilution dans des verres diminue la puissance massique des déchets, mais au détriment d'une augmentation de volume.

### Évolution historique
Les réacteurs nucléaires de deuxième génération étaient typiquement conçus pour atteindre des taux de combustion de l'ordre de 40 GW j/t, pour lesquels un enrichissement de l'ordre de 4 % est suffisant. Avec les nouvelles conceptions de combustible nucléaire, comprenant des poisons consommables, il est possible d'atteindre dans ces mêmes réacteurs des taux de combustion allant jusqu'à 60 GW j/t, ce qui exige des enrichissements de l'ordre de 5 %. On espère pouvoir atteindre 70 GW j/t, ce qui demanderait des enrichissements allant jusqu'à 6 %.
Certains réacteurs à eau légère de conception plus récente sont calculés pour pouvoir atteindre plus de 90 GW j/t.
Un réacteur à neutrons rapides est moins sensible à l'empoisonnement par les produits de fission, et peut intrinsèquement atteindre des taux de combustion plus élevés en un cycle. En 1985, le cœur métallique du réacteur EBR-II a ainsi atteint un taux de combustion de 19,9 %, pratiquement 200 GW j/t.
Dans les réacteurs de génération IV, le réacteur à neutrons rapides à caloporteur hélium, fonctionnant en incinérateur d'éléments transuraniens (appelé dans cette configuration DB-MHR, Deep Burn Modular Helium Reactor) pourrait atteindre 500 GW j/t.